# 日本とニュージーランドの関係
日本とニュージーランドの関係（英語: Japan–New Zealand relations、マオリ語: Hapani-te whanaungatanga o Aotearoa）では、日本とニュージーランドの二国間関係について述べる。両国は共にAPEC、オーストラリア・グループ、環太平洋パートナーシップ協定（CPTPP）、OECDの加盟国である。
在ニュージーランド日本国大使館はウェリントンに置かれ、この他オークランドに在オークランド日本国総領事館、クライストチャーチに在クライストチャーチ領事事務所が置かれている。在日ニュージーランド大使館は東京都渋谷区に設置されている。

## 概要

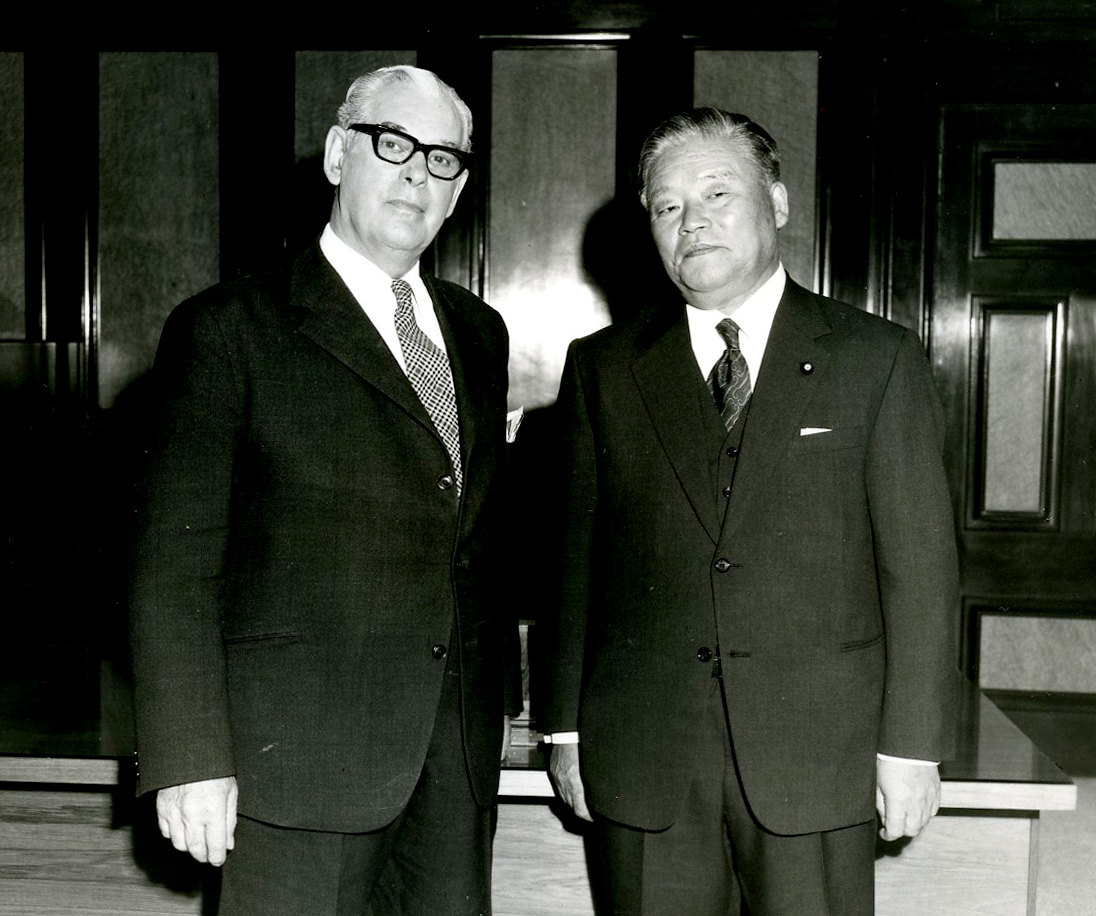
1972年10月、日本の大平正芳首相（右）と会ったニュージーランドのキース・ホリオーク首相（左）

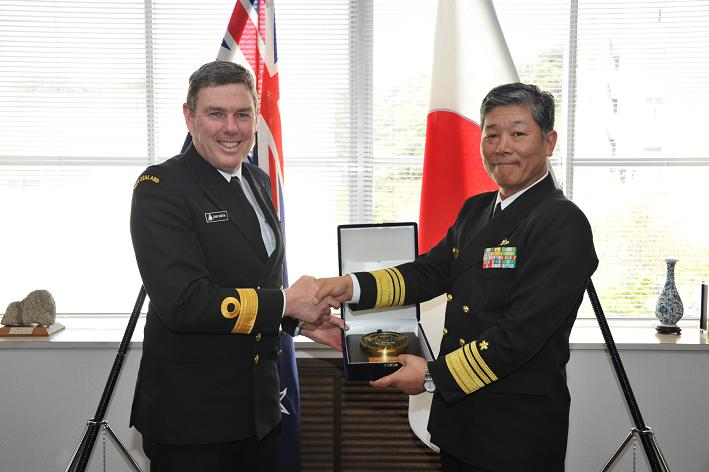
2012年10月15日、横須賀基地にてニュージーランド海軍准将ジョン・マーティン（左）と自衛艦隊司令官松下泰士（右）

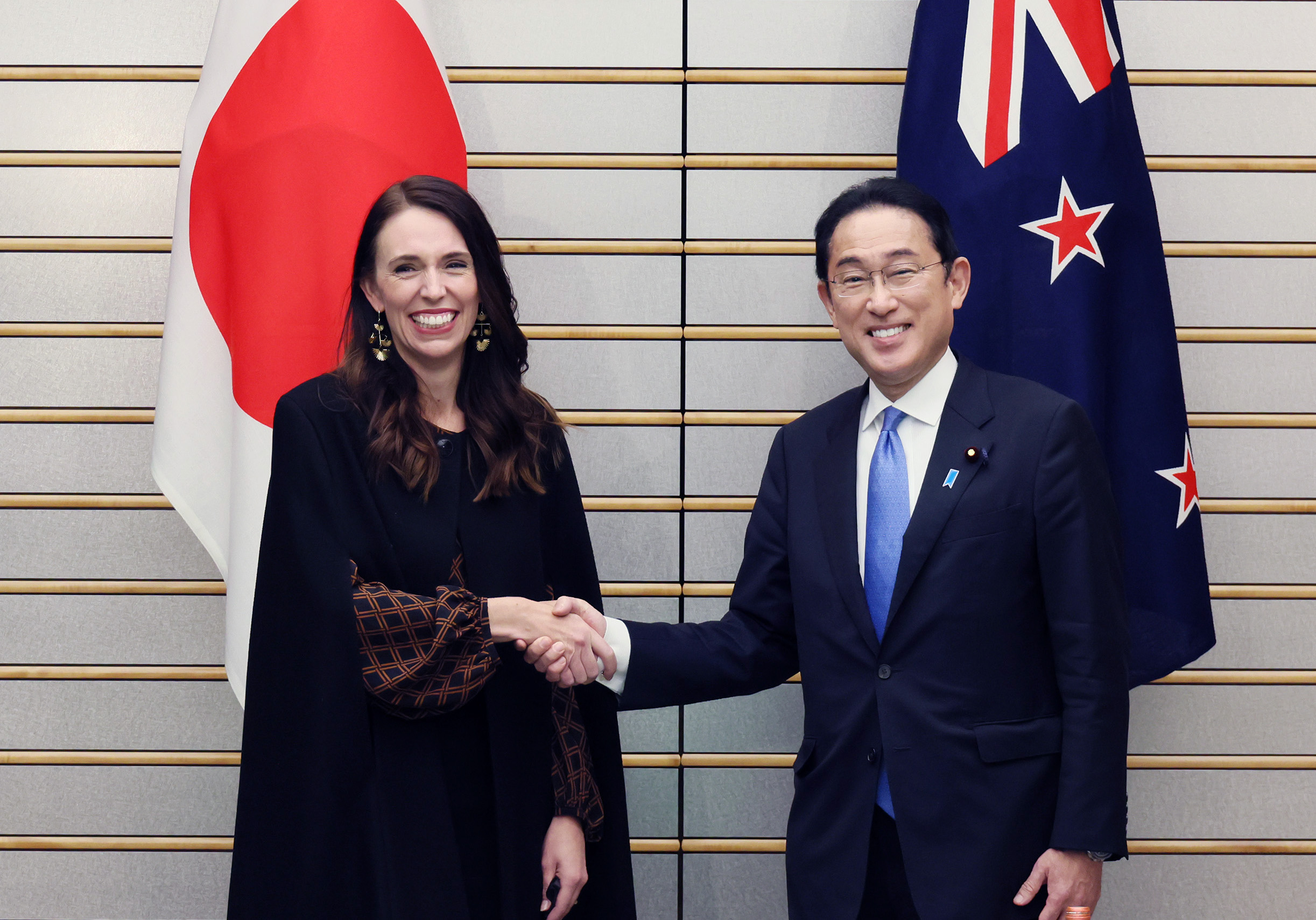
2022年4月21日、ニュージーランドのジャシンダ・アーダーン首相(左)と日本の岸田文雄首相(右)、東京都千代田区、首相官邸にて。

日本とニュージーランドの関係ははじめ、ニュージーランドを支配していたイギリスを介して始まった。ニュージーランドが1907年にイギリス帝国内の自治領となった後、日本とニュージーランドは1928年に通商関税航海関係暫定取極を締結した。 1938年、日本はウェリントンに領事館を設置した。
しかし、太平洋戦争で日本が対英宣戦布告をすると、両国は敵対関係となった。1944年から翌45年にはニュージーランドの軽巡洋艦アキリーズとガンビアが日本本土を攻撃している。
1947年にニュージーランドが独立し、1952年に日本が主権を回復した後、両国は1952年に外交関係を設立した。同年にニュージーランドは東京に公使館を開設すると、1953年に日本もウェリントンに公使館を開設した。 
1955年にシドニー・ホランドがニュージーランドの首相（当時）としては初めて日本を公式訪問。
翌1956年にも国賓として訪日を果たした。
1957年には岸信介が日本の首相（当時）としては初めてニュージーランドを公式訪問している。
両国の国交正常化以降、両国は共にアジア太平洋地域の安定と発展開発へ関心を寄せていることなどから、政治的な結びつきは強くなっている。
両国は1958年に通商協定、1963年に租税条約、1970年に査証免除取極、1980年に航空協定、1985年にワーキングホリデー制度実施に関する合意など様々な二国間条約・取極に調印している。
2016年に両国間の貿易額は合計64億アメリカドルに達している。日本からニュージーランドへは主に自動車や電化製品が、ニュージーランドから日本へはアルミニウムやチーズ、キウイフルーツ、牛肉がそれぞれ輸入されている。

## 旅行
2014年には81,000人の日本人が観光目的でニュージーランドに渡航している。一方で41,000人のニュージーランド人が日本に観光目的で渡航している。

## 外交使節

### 駐日ニュージーランド大使・公使

#### 駐日ニュージーランド公使
1. ジョン・スタンホープ・リード（英語版）（1956～1958年）

#### 駐日ニュージーランド大使
1. ジョン・スタンホープ・リード（英語版）（公使より昇格、1958～1961年）
2. テッド・テイラー（英語版）（1961～1965年）
3. ジョン・スコット（1965～1969年）
4. ハンター・ウェイド（1969～1972年）
5. トム・ラーキン（1972～1976年、信任状捧呈は3月30日[8]）
6. ロッド・ミラー（1976～1983年）
7. グラハム・アンセル（1983～1984年）
8. ロジャー・ペレス（1984～1987年）
9. リチャード・ノッテージ（1987～1988年）
10. ロドニー・ジェームズ・ゲイツ（1988～1992年[9]）
11. デービッド・キース・マクドウェル（1992～1994年、信任状捧呈は2月15日[10][11]）
12. マーティン・ウィーバーズ（英語版）（1994～1997年、信任状捧呈は4月4日[12]）
13. ニール・ウォルター（英語版）（1997～1999年、信任状捧呈は1998年2月9日[13]）
14. フィリップ・ギブソン（1999～2004年、信任状捧呈は12月27日[14]）
15. ジョン・アンソニー・マッカーサー（2005～2007年、信任状捧呈は4月1日[15]）
16. イアン・フォーブス・ケネディ（2007～2012年、信任状捧呈は7月4日[16]）
17. ウィリアム・マーク・シンクレア（2012～2016年、信任状捧呈は8月2日[17]）
18. スティーブン・ペイトン（2016～2019年、信任状捧呈は9月8日[18]）
19. ヘイミッシュ・ネヴィル・フランシス・クーパー（2019年～、信任状捧呈は8月8日[19]）